# I Am Riley
I Am Riley es una película estadounidense pornográfica lanzada en junio de 2019 por el estudio Evil Angel y codirigida por varios cineastas, protagonizada por la actriz pornográfica estadounidense Riley Reid, ganadora de varios premios de la industria y una de las actrices más prolíferas de la industria norteamericana. Fue la última entrega de la trilogía original I Am..., que completaron I Am Katrina (2017) y I Am Angela (2018). Le sucedería una cuarta entrega, I Am Aubrey, publicada en 2021.

## Sinopsis
I Am Riley fue una mirada en retrospectiva del trabajo de la que fue Artista femenina del año en enero de 2016, en la XXXIII edición de los Premios AVN, la actriz estadounidense Riley Reid (Miami Beach, Florida; 9 de julio de 1991). El metraje de la película intercala entrevistas con la propia Riley, nombre artístico de Ashley Mathews, secuencias documentales y las propias del género pornográfico. La película, también dotada del género del documental, queda conformada por cinco escenas, cada una dirigida por un cineasta distinto. 
Evil Chris entreteje entrevistas, secuencias documentales y de sexo en la primera escena, con Reid, Izzy Lush y el actor afroamericano Isiah Maxwell. Jonni Darkko fue encargado de dirigir la segunda escena que conformaban Riley con el actor francés Manuel Ferrara. La cineasta Bree Mills fue la encargada tras la tercera escena, la única de sexo lésbico de la cinta, que reunía a las tres actrices protagonistas de la saga I Am... del estudio Evil Angel: Riley Reid, Angela White y Katrina Jade. La cuarta escena fue dirigida por el actor, director y fundador de Evil Angel John Stagliano, prestando su estilo detrás de las cámaras en la primera escena transexual de la película con la actriz Aubrey Kate. Cierra la cinta la aportación de Chris Streams, con Reid junto a los actores Ramón Nomar y Markus Dupree, con una escena de sexo anal y doble penetración.

## Recepción de la crítica
La película recibió críticas positivas en general de los críticos de la industria. El escritor de XCritic Juan de Marko dijo de ella que "muestra a una hermosa mujer que es hermana, hija, modelo con educación universitaria y una persona de negocios que ha dado el todo por el todo, ha sufrido y sigue sonriendo [...] Raro encontrar a alguien tan exitoso como ella [...] Con el resultado final de esta película, ha ayudado a crear una visión de que el porno, sus actores y actrices, son humanos". Un crítico del portal de AdultDVDTalk expresó que la cinta permitía conocer un poco más sobre la persona que se esconde detrás de la actriz, fuera de las escenas.es una de las mejores artistas de la industria: "ha sido de las mejores figuras del entretenimientos para adultos".

## Premios y nominaciones
| Ceremonia    | Resultado | Categoría                                | Nominados                               |
| ------------ | --------- | ---------------------------------------- | --------------------------------------- |
| Premios AVN  | Ganadora  | Mejor escena de doble penetración        | Riley Reid, Ramón Nomar y Markus Dupree |
| Premios AVN  | Ganadora  | Mejor escena de sexo lésbico en grupo    | Riley Reid, Angela White y Katrina Jade |
| Premios AVN  | Nominada  | Mejor Star Showcase                      | —                                       |
| Premios AVN  | Nominada  | Mejor dirección - gonzo                  | Evil Chris                              |
| Premios AVN  | Nominada  | Mejor montaje                            | Evil Ricky                              |
| Premios AVN  | Nominada  | Mejor música                             | Evil Robby                              |
| Premios XBIZ | Nominada  | Campaña de marketing del año             | —                                       |
| Premios XBIZ | Nominada  | Mejor escena de sexo en película lésbica | Riley Reid, Angela White y Katrina Jade |
| Premios XBIZ | Nominada  | Mejor fotografía                         | —                                       |
| Premios XBIZ | Nominada  | Mejor montaje                            | Evil Ricky                              |
| Premios XBIZ | Ganadora  | Película performance del año             | —                                       |
| Premios XBIZ | Nominada  | Star Showcase                            | —                                       |
| Premios XRCO | Nominada  | Mejor lanzamiento                        | —                                       |
| Premios XRCO | Nominada  | Star Showcase                            | —                                       |